# Prager Abendblatt
Das Prager Abendblatt war eine österreichische Tageszeitung. Sie erschien werktäglich von 1867 bis 1918 in Prag. Die Zeitung ist ganzheitlich in Deutsch abgefasst. Verlegt wurde das Prager Abendblatt von der österreichischen Staatsdruckerei. Mit der Redaktion war Gerhard Schulz betraut.